# Cherokee Lake (Holston River)
Cherokee Lake, auch bekannt als Cherokee Reservoir, ist ein Stausee in Tennessee. 
Er entstand durch den Aufstau des Holston Rivers oberhalb des Cherokee Dam.
Die Talsperre hat eine Wasserfläche von 1165 km² und einen Speicherraum von 924.379.000 m³. Üblicherweise schwankt der Wasserspiegel des Stausees um 8,2 m über das Jahr hinweg. Der Cherokee Dam wird von der Tennessee Valley Authority betrieben und dient der Energieerzeugung und dem Hochwasserschutz. Die Staumauer wurde in Rekordzeit errichtet. Baubeginn war am 1. August 1940, Fertigstellung war am 5. Dezember 1941.
Es gibt öffentlich zugängliche Ufer am Stausee, den Panther Creek State Park sowie weitere öffentliche Parks. Weiterhin liegen am See eine kommerzielle Anlegestelle, Resorts, eine State Wildlife Management Area entlang der Uferlinie. All dies ermöglicht die Nutzung des Stausees für verschiedene Freizeitaktivitäten.
Um ausreichend hohe Konzentrationen an gelöstem Sauerstoff im Fluss unterhalb des Stausees zu gewährleisten, welche für die Flussfauna und -flora lebenswichtig sind, wird Sauerstoff in die unteren Wasserschichten des Stausees gepresst.